# Cua đồng
Cua đồng hay còn gọi là điền giải (danh pháp khoa học: Somanniathelphusa sinensis) là một loài trong họ Cua đồng thuộc nhóm Cua nước ngọt và phân bố nhiều tại Việt Nam. The species was first found in Cambodia. Tại Việt Nam, thuật ngữ này thường dùng để chỉ chung cho những loài cua nước ngọt sống trong môi trường đồng ruộng và thường gặp nhất là cua đồng có tên khoa học Somanniathelphusa sinensis sinensis H.Milne-Edwards thuộc họ Parathelphusidae.

## Đặc điểm
Cua đồng phân bố rộng ở vùng nước ngọt, từ đồng bằng, trung du, miền núi. Là động vật sống ở tầng đáy, ưa nước sạch, đào hang thích nghi với bùn sét, bùn cát. Chúng sinh sản quanh năm nếu môi trường thuận lợi, tập trung vào mùa xuân, mùa hè, mùa thu. Độ pH thích hợp từ 5,6 - 8, nhiệt độ từ 10 - 31oC, tốt nhất là 15 - 25oC, lượng oxy hòa tan thấp nhất là 2 mg/l. Cua đồng sống trong các hang, lỗ tại các bờ ruộng, bờ kênh, rạch, chúng thường bò ra khỏi hang kiếm ăn, xong lại trốn vào hang. Lưng cua đồng có màu vàng sẫm, đều có hai càng, một to và một càng nhỏ hơn, hai gọng cua đồng có màu vàng cháy, toàn thân có màu sắc nâu vàng.
Thịt cua đồng ngọt lạnh, ít độc hay sinh phong, có vị mặn, mùi tanh, tính hàn, hơi độc. Gạch cua có nhiều cholesterol, cua đồng cũng chứa nhiều sodium và purines.

## Giá trị
Cua đồng là món ăn bổ dưỡng, dân dã ở các vùng quê và thành thị Việt Nam với món canh cua, đây là món canh giải nhiệt, kích thích ăn uống, dễ tiêu hóa, phù hợp với những ngày hè oi nóng. Đặc biệt là món canh riêu cua. Cua đồng là thực phẩm tự nhiên, nguyên liệu dân dã, nhưng lại nấu được nhiều món ăn vừa hấp dẫn, ngon miệng và lại rất bổ dưỡng. Lẩu cua đồng đậm đà hương vị. Đông y sử dụng cua đồng làm thuốc với tên là điền giải và cho rằng cua đồng có vị mặn, tính hàn, hơi độc, có tác dụng sinh phong liền gân nối xương, dùng trị nhiệt tà, bạt độc, trừ ghẻ lở và máu kết cục... Loài cua đồng mà Đông y thường dùng làm thuốc bao gồm các họ như Potamidae, Graspidae, Parathelphusidae.

## Khuyến cáo
Loại cua đồng ăn được thường có hai càng to và tám chân. Tuy nhiên, cũng có loại chỉ sáu hoặc bốn chân, phải cảnh giác với loại này. Tuệ Tĩnh cho rằng: Cua đồng thì kiêng thứ sáu chân hoặc bốn chân, mắt đỏ, bụng dưới có lông, trong bụng có xương, đầu lưng có chấm sao, chân có khoang thì chớ ăn mà hại người, nên cẩn thận.
Cua đồng cần tránh các đối tượng không nên sử dụng cua đồng như: phụ nữ có thai tránh ăn cua đồng, người đau ốm mới khỏe, hệ thống tiêu hóa còn yếu, người có biểu hiện tỳ vị hư hàn (cảm giác sợ lạnh), người bị tiêu chảy, không ăn cua đồng, người huyết áp cao, bệnh tim mạch cần hạn chế dùng. Khi ăn cua, nên ăn cùng lá tía tô, gừng để làm giảm bớt tính hàn, không thích hợp cho người bị bệnh gút, những người đang bị ho hen, cảm cúm. Một số người dễ bị dị ứng với cua, sau khi ăn nổi mề đay khắp người.
Các loại cua đồng sống ở trong khe núi, thậm chí đìa, đồng đều chứa nhiều vắt, đỉa, giun sán gây bệnh cho người. Không được uống nước cua sống vì có thể chứa ấu trùng sán lá. Đặc biệt là dùng thuốc uống nước vắt từ cua đồng giã nhuyễn trị bầm tím do té ngã ứ huyết, uống nước giã nhuyễn cua đồng sống để trị ngộ độc do ăn khoai mì (sắn)... là những cách hết sức nguy hiểm vì dễ nhiễm ký sinh trùng (sán). Ăn cua đồng sống hay nấu chưa chín có thể bị bệnh sán lá phổi do ký sinh trùng Paragonimus. Ký sinh trùng này sống bám trên cua đồng, khi vào tới ruột người, gây ra các triệu chứng đau bụng, tiêu chảy... sau đó chúng sang phổi gây ho, đau tức ngực, khó thở, nóng sốt, nổi mề đay... Nếu sán cư trú ở não thì thường gây cơn động kinh, ở gan thì tạo áp-xe gan.
Ở Việt Nam hiện nay, cua đồng Trung Quốc đã được thả bí mật xuống các khu vực ven sông, kênh mương để người nông dân bắt đem lên chợ thành phố bán. Đây là loài xâm lấn, loại cua này có hình dáng kỳ lạ, mai có màu xanh nhạt, hoặc xám xanh, hai càng bằng nhau tăm tắp, trong cua có cấy trứng đỉa chúng xuất hiện nhiều một cách bất thường, đóng thành tảng ở các kênh mương tại Nam Định, Thái Bình.

## Trong văn hóa
Con cua đồng gần gũi với đồng ruộng Việt Nam và được phản ánh qua nhiều câu chuyện cổ tích, ca dao tục ngữ như câu chuyện Cóc kiện trời, trong câu chuyện này thì cua là một trong 06 con vật cùng lên kiện trời (cùng với cóc, cáo, ong, gấu và hổ). Khi lên trời cua đồng được cóc phân công núp trong lu nước. Sau khi thiên lôi bị ong tấn công phải nhảy vào chum nước thì cua đã kẹp cho thiên lôi đua phải nhảy ra ngoài và bị hổ vồ xé xác.
Ngoài ra cua còn hiện diện trong các câu ca dao, tục ngữ như:
- Ngang như cua: Chỉ tính ngang bướng, cố chấp, giống như con cua hay bò ngang.
- Con cua tám cẳng hai càng/Chẳng đi mà lại bò ngang cả ngày
- Mò cua, bắt ốc: Chỉ về cuộc sống mưu sinh khổ cực
- Tôm, cua, rùa, cá Chỉ về các loài thủy sản, hải sản là đặc sản.
- Bầu, cua, tôm, cá: Một trò chơi